# Rhaphiomidas scopaflexus
Rhaphiomidas scopaflexus är en tvåvingeart som beskrevs av Rogers 1993. Rhaphiomidas scopaflexus ingår i släktet Rhaphiomidas och familjen Mydidae. Inga underarter finns listade i Catalogue of Life.